# Eerste klasse 1923-24 (voetbal België)
Het seizoen 1923/24 van de Belgische Eerste Klasse begon in de zomer van 1923 en eindigde in de lente van 1924. Het was het 24e officieel seizoen van de hoogste Belgische voetbalklasse. De officiële benaming destijds was Division d'Honneur of Eere Afdeeling. De competitie telde net als de voorbije twee seizoen opnieuw 14 clubs. Beerschot AC haalde zijn tweede landstitel, twee jaar na zijn eerste.

## Gepromoveerde teams
Deze teams waren gepromoveerd uit de Tweede Klasse voor de start van het seizoen:
- RFC Liégeois
- RC de Gand

## Degraderende teams
Deze teams degradeerden naar Tweede Klasse op het eind van het seizoen:
- RC Malines
- CS Verviétois
- RFC Liégeois

Waar vorige seizoenen slechts twee clubs degradeerden, zakten er nu drie. In tegenstelling tot vorige seizoenen was de Tweede Klasse nu opgesplitst in twee bevorderingsreeksen, waaruit in totaal drie clubs zouden promoveren op het einde van het seizoen, en die dus moesten vervangen worden door drie zakkende ploegen.

## Clubs
Volgende veertien clubs speelden in 1923/24 in Eerste Klasse. De nummers komen overeen met de plaats in de eindrangschikking:
| # kaart | Stam- nummer | Club                        | Plaats              | Stadion                                  | # seiz. 1e klasse |
| ------- | ------------ | --------------------------- | ------------------- | ---------------------------------------- | ----------------- |
| 1       | 13           | Beerschot AC                | Antwerpen           | Olympisch Stadion                        | 18e               |
| 2       | 10           | Union Royale Saint-Gilloise | Vorst               | Dudenpark (nr 7 op kaartje)              | 18e               |
| 3       | 12           | CS Brugeois                 | Brugge              | Stade CS Brugeois                        | 20e               |
| 4       | 6            | R. Racing Club de Bruxelles | Ukkel               | Stade du Vivier d'Oie (nr 10 op kaartje) | 24e               |
| 5       | 16           | R. Standard Club Liège      | Luik                | Sclessin                                 | 8e                |
| 6       | 11           | RC de Gand                  | Gent                | Emanuel Hielstadion                      | 9e                |
| 7       | 1            | R. Antwerp FC               | Deurne, Antwerpen   | Bosuilstadion                            | 23e               |
| 8       | 2            | Daring Club de Bruxelles SR | Sint-Jans-Molenbeek | Daringstadion (nr 5 op kaartje)          | 16e               |
| 9       | 3            | RFC Brugeois                | Brugge              | De Klokke                                | 22e               |
| 10      | 28           | Berchem Sport               | Berchem, Antwerpen  | terrein aan de Grote Steenweg            | 2e                |
| 11      | 7            | ARA La Gantoise             | Gent                | Jules Ottenstadion                       | 6e                |
| 12      | 24           | RC Malines                  | Mechelen            | Antwerpsesteenweg                        | 7e                |
| 13      | 8            | CS Verviétois               | Verviers            | ?                                        | 14e               |
| 14      | 4            | RFC Liégeois                | Luik                | Stade Vélodrome de Rocourt               | 17e               |

## Eindstand
|   |    |                             | P  | W  | G  | V  | +  | -  | DS  | Ptn |
| - | -- | --------------------------- | -- | -- | -- | -- | -- | -- | --- | --- |
| K | 1  | Beerschot AC                | 26 | 15 | 8  | 3  | 52 | 21 | 31  | 38  |
|   | 2  | Union Royale Saint-Gilloise | 26 | 14 | 9  | 3  | 43 | 20 | 23  | 37  |
|   | 3  | CS Brugeois                 | 26 | 13 | 7  | 6  | 47 | 26 | 21  | 33  |
|   | 4  | R. Racing Club de Bruxelles | 26 | 14 | 5  | 7  | 47 | 30 | 17  | 33  |
|   | 5  | R. Standard Club Liège      | 26 | 12 | 9  | 5  | 43 | 32 | 11  | 33  |
|   | 6  | RC de Gand                  | 26 | 13 | 4  | 9  | 43 | 41 | 2   | 30  |
|   | 7  | R. Antwerp FC               | 26 | 8  | 9  | 9  | 43 | 32 | 11  | 25  |
|   | 8  | Daring Club de Bruxelles SR | 26 | 7  | 10 | 9  | 31 | 32 | -1  | 24  |
|   | 9  | RFC Brugeois                | 26 | 7  | 9  | 10 | 38 | 37 | 1   | 23  |
|   | 10 | Berchem Sport               | 26 | 6  | 10 | 10 | 31 | 43 | -12 | 22  |
|   | 11 | ARA La Gantoise             | 26 | 6  | 7  | 13 | 30 | 42 | -12 | 19  |
| D | 12 | RC Malines                  | 26 | 6  | 7  | 13 | 30 | 65 | -35 | 19  |
| D | 13 | CS Verviétois               | 26 | 5  | 5  | 16 | 28 | 59 | -31 | 15  |
| D | 14 | RFC Liégeois                | 26 | 3  | 7  | 16 | 17 | 43 | -26 | 13  |

P: wedstrijden gespeeld, W: wedstrijden gewonnen, G: gelijke spelen, V: wedstrijden verloren, +: gescoorde doelpunten, -: doelpunten tegen, DS: doelsaldo, Ptn: totaal punten
K: kampioen, D: degradatie
Testwedstrijd voor degradatie
RC Malines en ARA La Gantoise eindigden beide met 19 punten. Een testwedstrijd diende te beslissen over de laatste degradatieplaats. La Gantoise klopte RC Malines, dat degradeerde.
| Datum      | Wedstrijd                    | Uitslag |
| ---------- | ---------------------------- | ------- |
| 18/05/1924 | ARA La Gantoise - RC Malines | 5-0     |

## Topscorers
| Scorer                | Goals | Team                        | Land   |
| --------------------- | ----- | --------------------------- | ------ |
| Charles Jooris        | 18    | R. Racing Club de Bruxelles | België |
| Michel Vanderbauwhede | 16    | CS Brugeois                 | België |
| Ivan Thys             | 15    | Beerschot AC                | België |
| Jean Dupont           | 15    | R. Standard Club Liège      | België |
| Georges De Spae       | 14    | ARA La Gantoise             | België |
| Laurent Grimmonprez   | 14    | RC de Gand                  | België |
| Ferdinand Wertz       | 13    | R. Antwerp FC               | België |
| Maurice Gillis        | 12    | R. Standard Club Liège      | België |
| Marcel De Bakker      | 11    | Beerschot AC                | België |
| Robert Coppée         | 11    | Union Royale Saint-Gilloise | België |

1895/96 · 1896/97 · 1897/98 · 1898/99 · 1899/00 · 1900/01 · 1901/02 · 1902/03 · 1903/04 · 1904/05 · 1905/06 · 1906/07 · 1907/08 · 1908/09 · 1909/10 · 1910/11 · 1911/12 · 1912/13 · 1913/14 · 1914/15 · 1915/16 · 1916/17 · 1917/18 · 1918/19 · 
1919/20 · 1920/21 · 1921/22 · 1922/23 · 1923/24 · 1924/25 · 1925/26 · 1926/27 · 1927/28 · 1928/29 · 1929/30 · 1930/31 · 1931/32 · 1932/33 · 1933/34 · 1934/35 · 1935/36 · 1936/37 · 1937/38 · 1938/39 · 1939/40 · 1940/41 · 1941/42 · 1942/43 · 1943/44 · 1944/45 · 1945/46 · 1946/47 · 1947/48 · 1948/49 · 1949/50 · 1950/51 · 1951/52 · 1952/53 · 1953/54 · 1954/55 · 1955/56 · 1956/57 · 1957/58 · 1958/59 · 1959/60 · 1960/61 · 1961/62 · 1962/63 · 1963/64 · 1964/65 · 1965/66 · 1966/67 · 1967/68 · 1968/69 · 1969/70 · 1970/71 · 1971/72 · 1972/73 · 1973/74 · 1974/75 · 1975/76 · 1976/77 · 1977/78 · 1978/79 · 1979/80 · 1980/81 · 1981/82 · 1982/83 · 1983/84 · 1984/85 · 1985/86 · 1986/87 · 1987/88 · 1988/89 · 1989/90 · 1990/91 · 1991/92 · 1992/93 · 1993/94 · 1994/95 · 1995/96 · 1996/97 · 1997/98 · 1998/99 · 1999/00 · 2000/01 · 2001/02 · 2002/03 · 2003/04 · 2004/05 · 2005/06 · 2006/07 · 2007/08 · 2008/09 · 2009/10 · 2010/11 · 2011/12 · 2012/13 · 2013/14 · 2014/15 · 2015/16 · 2016/17 · 2017/18 · 2018/19 · 2019/20 · 2020/21· 2021/22 · 2022/23 · 2023/24 · 2024/25